# Leopardus garleppi
Leopardus garleppi is een zoogdier uit de familie van de katachtigen (Felidae). De wetenschappelijke naam van de soort werd voor het eerst geldig gepubliceerd door Paul Matschie in 1912. De soort werd in 2020 afgesplitst van de colocolokat (Leopardus colocola).

## Voorkomen
De soort komt voor van Ecuador tot in het noorden van Argentinië.